# Qualifications de la zone Asie pour la Coupe du monde de rugby à XV 2007
Navigation
Qualifications Coupe du monde 2003 Qualifications Coupe du monde 2011
Les qualifications de la zone Asie pour la Coupe du monde de rugby à XV 2007 oppose treize équipes du 8 mai 2005 au 25 novembre 2006 sur trois tours. Le vainqueur final est directement qualifié pour la phase finale et le deuxième dispute le tour de repêchage.

## Liste des équipes participantes
| - Chine - Corée du Sud - Golfe Persique - Guam - Hong Kong - Inde - Japon | - Kazakhstan - Malaisie - Singapour - Sri Lanka - Taipei chinois - Thaïlande |

## Tour 1

### Division 1
Les trois équipes sont qualifiées pour le Tour 2, le premier et le deuxième en Division 1 et le troisième en Division 2.
| Pays         | J | V | N | D |
| ------------ | - | - | - | - |
| Japon        | 2 | 2 | 0 | 0 |
| Corée du Sud | 2 | 1 | 0 | 1 |
| Hong Kong    | 2 | 0 | 0 | 2 |

- 08/05/2005 : Japon 91-3 Hong-Kong
- 15/05/2005 : Corée du Sud 31- 50 Japon
- 22/05/2005 : Hong-Kong 3 - 56 Corée du Sud

### Division 2
Le Golfe Persique est qualifié pour le Tour 2 en Division 1 et la Chine est qualifiée pour le Tour 2 en Division 2.
| Pays           | J | V | N | D |
| -------------- | - | - | - | - |
| Golfe Persique | 2 | 2 | 0 | 0 |
| Chine          | 2 | 1 | 0 | 1 |
| Taipei chinois | 2 | 0 | 0 | 2 |

- 30/04/2005 : Chine 22 - 19 Taïwan
- 20/05/2005 : Taïwan 26 - 30 Golfe Persique
- 11/11/2005 : Golfe Persique 24 - 22 Chine

### Division 3: Poule A
Le Sri Lanka est qualifié pour le match de barrage.
| Pays      | J | V | N | D |
| --------- | - | - | - | - |
| Sri Lanka | 2 | 2 | 0 | 0 |
| Singapour | 2 | 1 | 0 | 1 |
| Thaïlande | 2 | 0 | 0 | 2 |

- 04/06/2005 : Thaïlande 38 - 48  Sri Lanka
- 11/06/2005 : Singapour 47 - 27 Thaïlande
- 25/06/2005 : Sri Lanka 34 - 17 Singapour

### Division 3: Poule B
Le Kazakhstan est qualifié pour le match de barrage.
| Pays       | J | V | N | D |
| ---------- | - | - | - | - |
| Kazakhstan | 3 | 3 | 0 | 0 |
| Inde       | 3 | 1 | 1 | 1 |
| Malaisie   | 3 | 1 | 0 | 2 |
| Guam       | 3 | 0 | 1 | 2 |

- 05/06/2005 : Inde 22 - 36 Kazakhstan
- 07/06/2005 : Kazakhstan 48 - 3 Malaisie
- 11/06/2005 : Inde 48 - 12 Malaisie
- 18/06/2005 : Guam 8 - 8 Inde
- 22/06/2005 : Kazakhstan 51 - 6 Guam
- 26/06/2005 : Malaisie 40 - 15 Guam

### Division 3: match de barrage
Le Sri Lanka est qualifié (score de 43 à 37 au cumul) pour le Tour 2 en Division 2 (2006).
| Date       | Match                        |  |
| ---------- | ---------------------------- |  |
| 05/09/2004 | Kazakhstan 25 - 19 Sri Lanka |  |
| 16/09/2004 | Sri Lanka 24 - 12 Kazakhstan |  |

## Tour 2

### Division 1
Le Japon et la Corée du Sud sont qualifiés pour le Tour 3.
| Pays           | J | V | N | D |
| -------------- | - | - | - | - |
| Japon          | 2 | 2 | 0 | 0 |
| Corée du Sud   | 2 | 1 | 0 | 1 |
| Golfe Persique | 2 | 0 | 0 | 2 |

- 16/04/2006 : Japon 82 - 9  Golfe Persique
- 23/04/2006 : Japon 50 - 14 Corée du Sud
- 05/05/2006 : Golfe Persique 5 - 20 Corée du Sud

### Division 2
Hong Kong est qualifié pour le Tour 3.
| Pays      | J | V | N | D |
| --------- | - | - | - | - |
| Hong Kong | 2 | 2 | 0 | 0 |
| Sri Lanka | 2 | 1 | 0 | 1 |
| Chine     | 2 | 0 | 0 | 2 |

- 29/04/2006 : Sri Lanka 30 - 0  Chine
- 14/05/2006 : Hong Kong 45 - 14 Sri Lanka
- 21/05/2006 : Chine 7 - 23 Hong Kong

## Tour 3
Le Japon, la Corée du Sud et Hong Kong doivent disputer un tournoi au Sri Lanka (du 17 au 26 novembre 2006). Mais en raison des conditions de sécurité aléatoires dues à la situation politique au Sri Lanka, l'IRB décide de déplacer le tournoi, qui se déroule finalement du 18 au 25 novembre à Hong Kong. Le Japon (Asie 1) est qualifié pour la Coupe du monde de rugby 2007 et la Corée du Sud (Asie 2) joue le tour de repêchage.
| Pays         | J | V | N | D |
| ------------ | - | - | - | - |
| Japon        | 2 | 2 | 0 | 0 |
| Corée du Sud | 2 | 1 | 0 | 1 |
| Hong Kong    | 2 | 0 | 0 | 2 |

- 18/11/2006 : Japon 52 - 3  Hong Kong
- 21/11/2006 : Hong Kong 5 - 23 Corée du Sud
- 25/11/2006 : Corée du Sud 0 - 54 Japon